# Adelocaryum lambertianum
Adelocaryum lambertianum är en strävbladig växtart som först beskrevs av Charles Baron Clarke, och fick sitt nu gällande namn av Robert Reid Mill. Adelocaryum lambertianum ingår i släktet Adelocaryum och familjen strävbladiga växter. Inga underarter finns listade i Catalogue of Life.